# 诺露兹节 (巴哈伊信仰)
巴哈伊信仰的诺露兹节是巴哈伊历中9个圣日之一。是巴哈伊历新年的第一天，是每年的春分，通常是公历的3月21日。 诺露兹节在历史上以及现在，也是伊朗历的传统新年，在中东, 中亚国家如伊朗，阿塞拜疆，阿富汗，塔吉克斯坦，中国新疆也广泛庆祝。从古至今，诺露兹节就是伊朗的民族节日，也是许多宗教团体的节日。 巴孛，巴比教的创立者，以及巴哈欧拉，巴哈伊信仰的创立者，把这天作为圣日，并与上帝的“至大圣名”相联系。

## 意义
巴孛，巴比教的创立者，将巴哈伊历规定为每年19个月，每月19天。 每个月都以上帝的一个属性命名，同样，每月中的每一天也以上帝的一个属性命名。  第一个月和第一天被称作“巴哈”(Bahá)，阿拉伯语意为荣耀，故巴哈伊历的第一天为巴哈月巴哈日（荣月荣日）。这一天被巴孛称作“上帝之日”，意味着上帝将昭示天下者，这是一个在巴孛著作中预言的弥赛亚人物。 这个月其余的18天意味着18个新生字母，即巴孛的门徒，意味着庆祝将持续19天。
巴哈欧拉，巴哈伊信仰的创立者，称自己为巴孛所预言的弥赛亚人物，采用了巴孛的历法，和诺露兹节这个圣日。[ 处于巴哈伊十九天的斋月以后，他解释说，诺露兹节的含义是上帝的至大圣名, 是为那些守斋的人定下的节日。
巴孛和巴哈欧拉的著作，以及巴哈伊历法都说明了每个宗教的天启周期中“时间的更新“是象征性的说法，而新年则把这个精神（灵性）上的比喻变得具体。阿博都巴哈，巴哈欧拉的儿子和继承人，解释了诺露兹节的意义，它是春天的开始，带来新的生命。他解释说，春分是上帝的显示者的象征，包括了耶稣、穆罕默德，巴孛和巴哈欧拉等，他们带来的启示是灵性上的春天，而诺露兹节即是用来纪念此的。

## 庆祝
诺露兹节是巴哈伊历法中规定的九个圣日之一，应当停止工作，也是唯一一个与巴孛和巴哈欧拉生平事件无关的圣日。这个节日巴哈伊信徒通常聚会祈祷，唱歌和跳舞。 因为新年的开始同时也是斋月的结束，所以庆祝活动还通常包括聚会晚餐。和所有的巴哈伊圣日一样，如何过诺露兹节很少有既定的规则，全世界的巴哈伊都可以按当地习俗庆祝这个节日。 波斯的巴哈伊遵循许多伊朗的该节日的传统，如“Haft-Sin“（桌上摆7种s开头的食物）；而在美国的巴哈伊社团人们会进行百乐餐（客人每人带一道菜），以及祈祷，朗读巴哈伊的圣作。

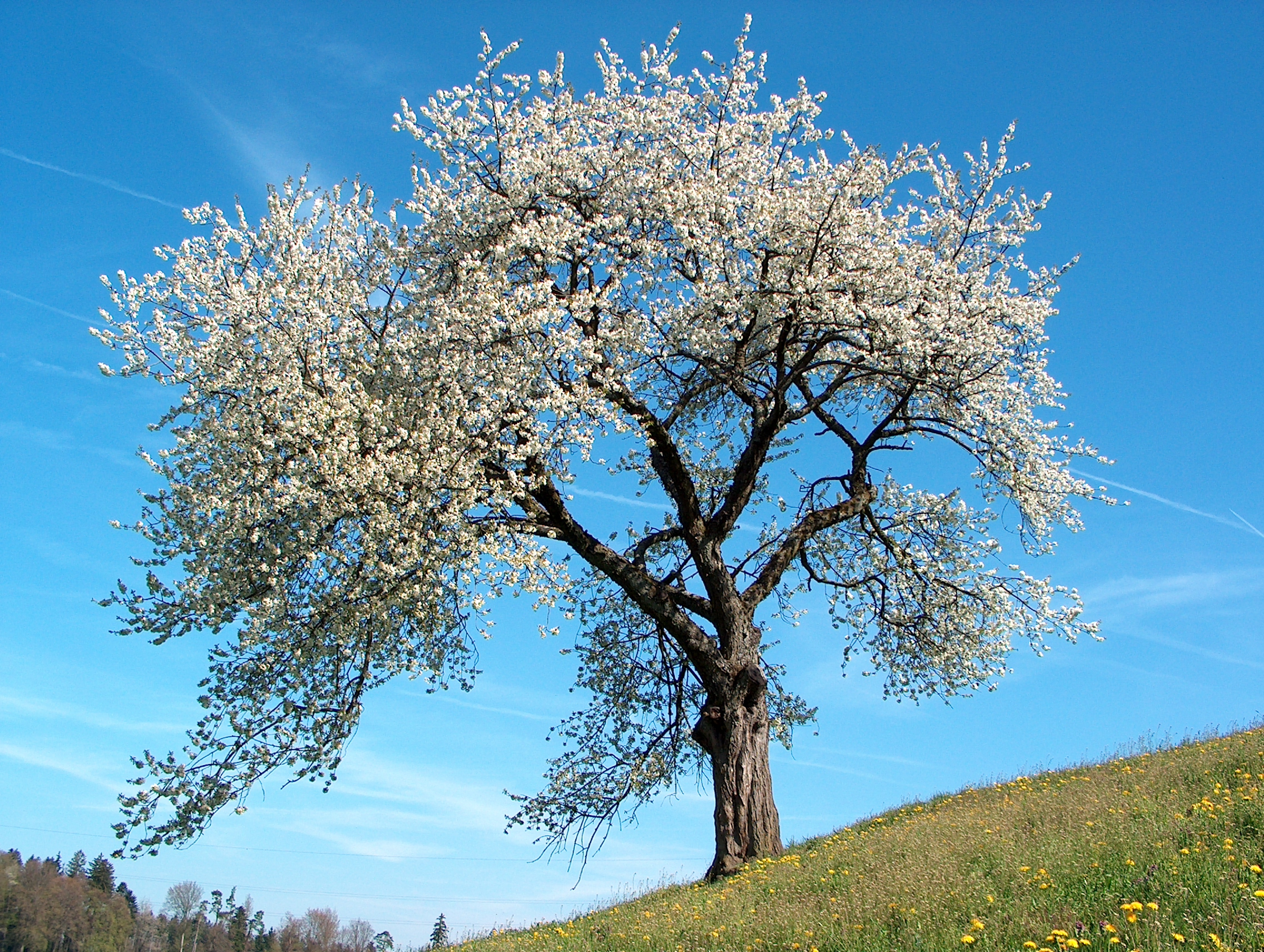
在北半球，诺露兹节标志着春天的开始.

## 日期
巴哈欧拉在《亚格达斯经》中规定诺露兹节，即春分日为巴哈伊历年的第一天。由于巴哈伊历法的一天从日落开始，  如果春分时间点落在日落之前，那么开始于前一个日落的那天就是诺露兹节。所以诺露兹节可以是3月20日，21日，或者22日。  为全球的巴哈伊确定诺露兹节的确切时间需要在地球上选择某个特定的地点，这是由巴哈伊信仰的行政机构，世界正义院决定的。 目前，中东以外的国家，诺露兹节被固定在3月21日，无论春分的具体时刻是什么时间。